# Васил Вълев
Васѝл Въ̀лев е български художник, професор.

## Биография
Васил Вълев е роден през 1934 г. в село Сигмен, Царство България. През 1959 г. завършва Художествената академия, специалност „Декоративно-монументална живопис“ при професор Георги Богданов.
От 1990 г. Васил Вълев е професор по рисуване в Националната художествена академия, където е дългогодишен преподавател. Преподава в Нов български университет, Варненския свободен университет, Свободната академия „Жул Паскин“. Автор е на монументални творби за частни и обществени сгради.
Васил Вълев започва творческия си път в Търговище през 1959 г. като учител по рисуване. От 1963 до 1967 г. е първият уредник на художествения отдел в Окръжния исторически музей в Търговище и полага основите на експозицията на търговищката картинна галерия. Инициатор и организатор е на първия международен пленер по акварел „Никола Маринов“ в града през 1977 г. Признат е за един от будителите на Търговище.
Починал е през 2021 г.